# Žirovše
Žirovše – wieś w Słowenii, w gminie Lukovica. W 2018 roku liczyła 27 mieszkańców.